# Fałdówka kędzierzawa

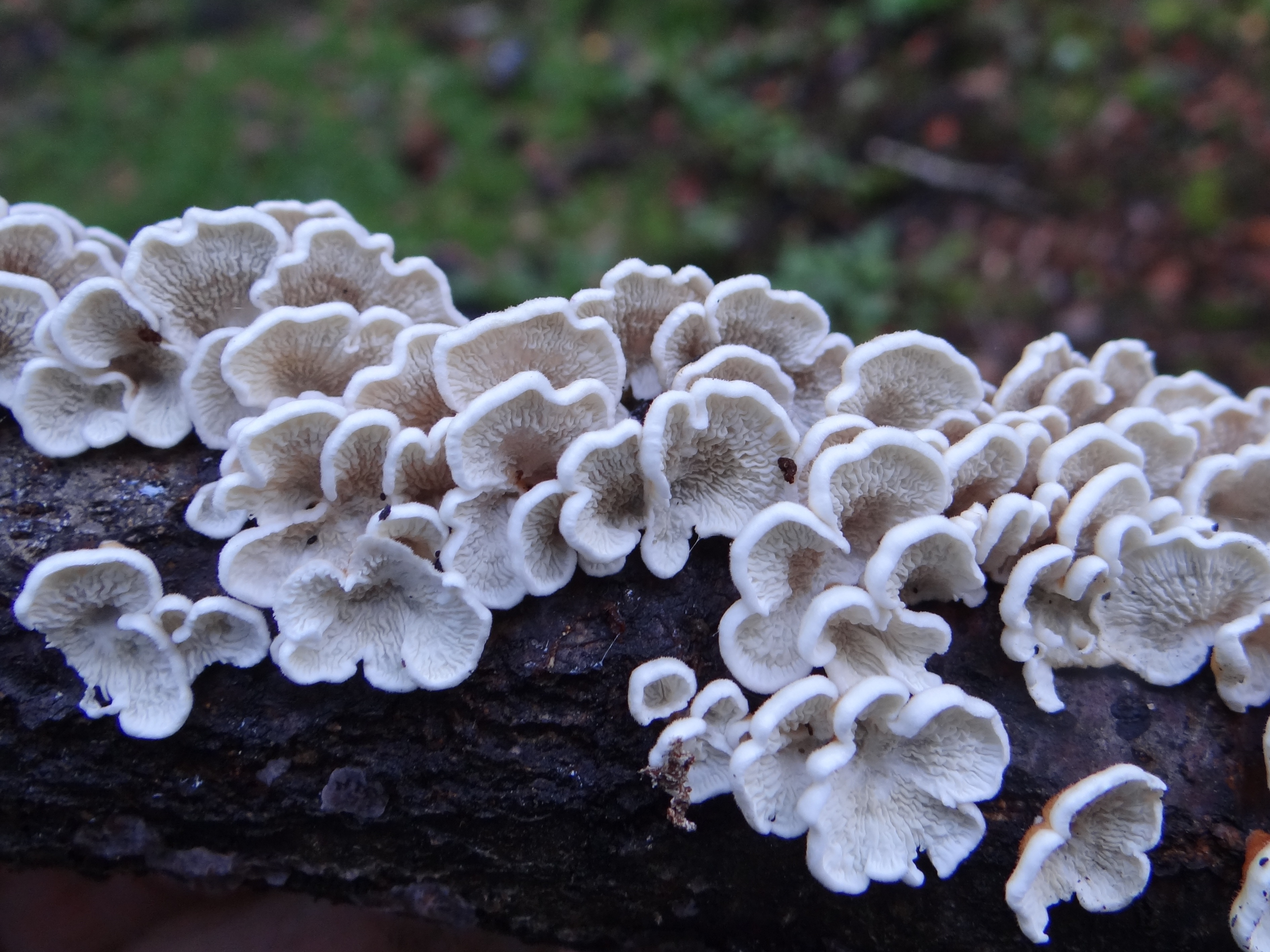
Skupisko fałdówki kędzierzawej na gałązce buka (strona spodnia owocników)

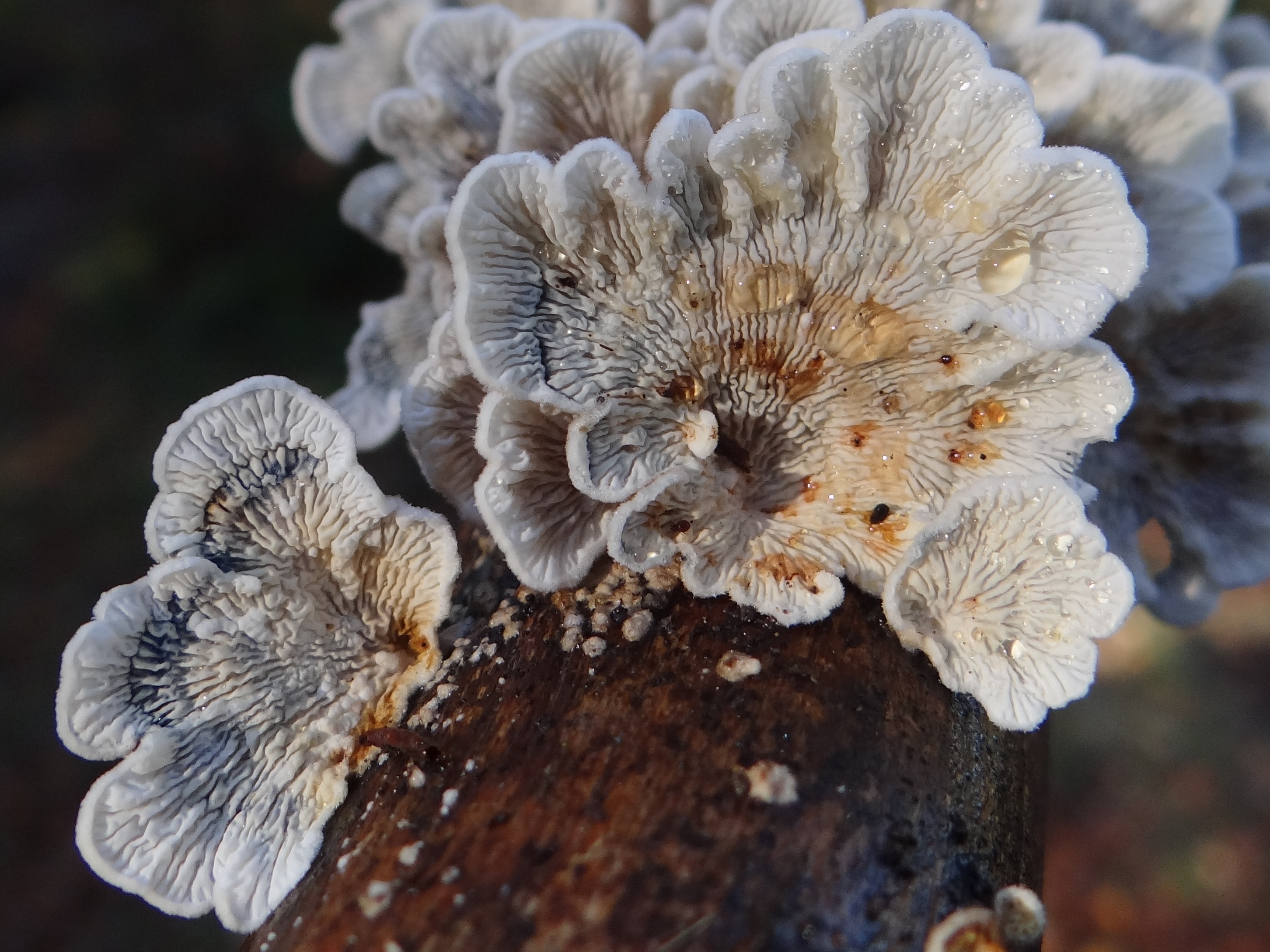
Fałdki na spodniej stronie owocnika

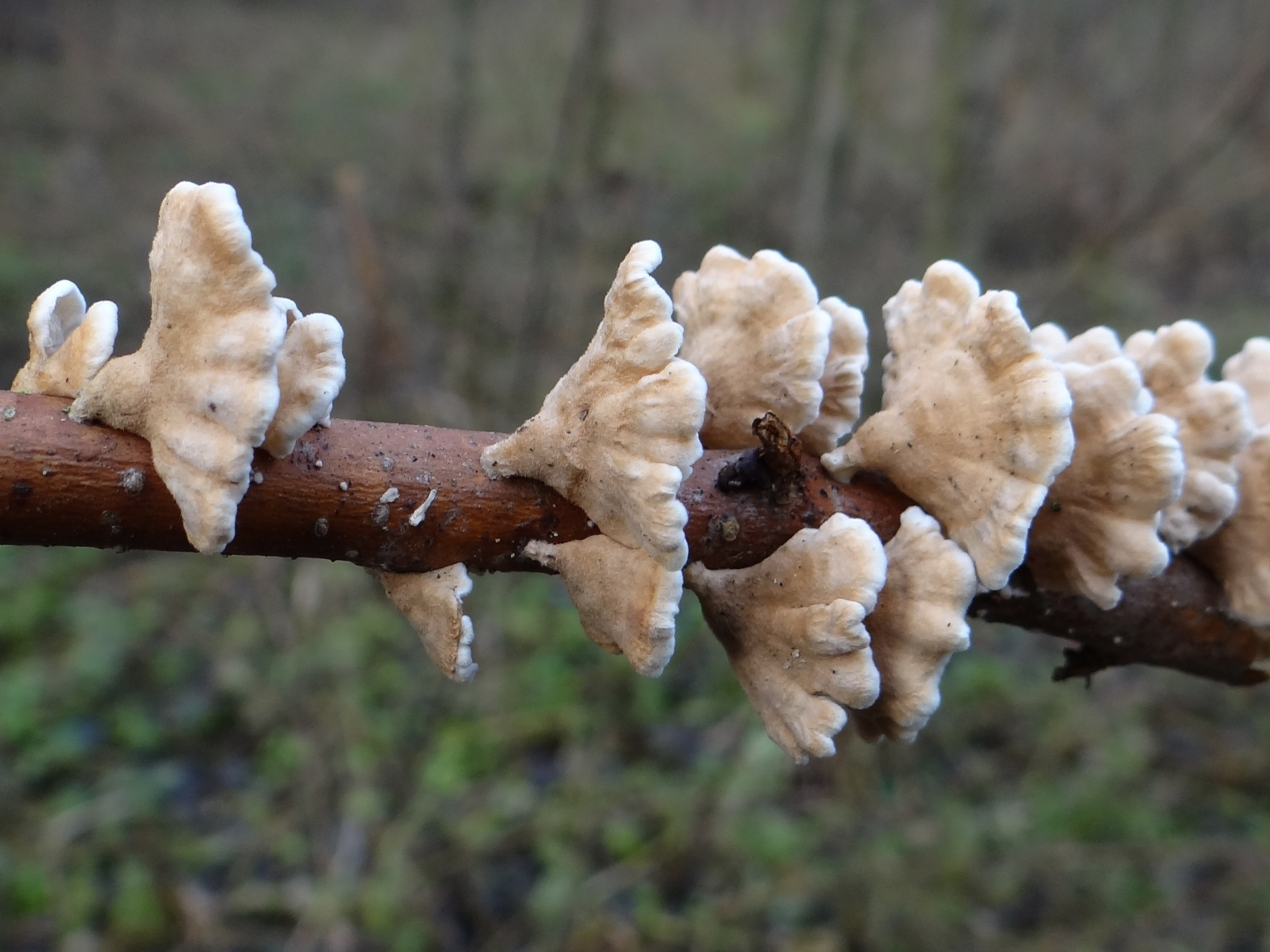

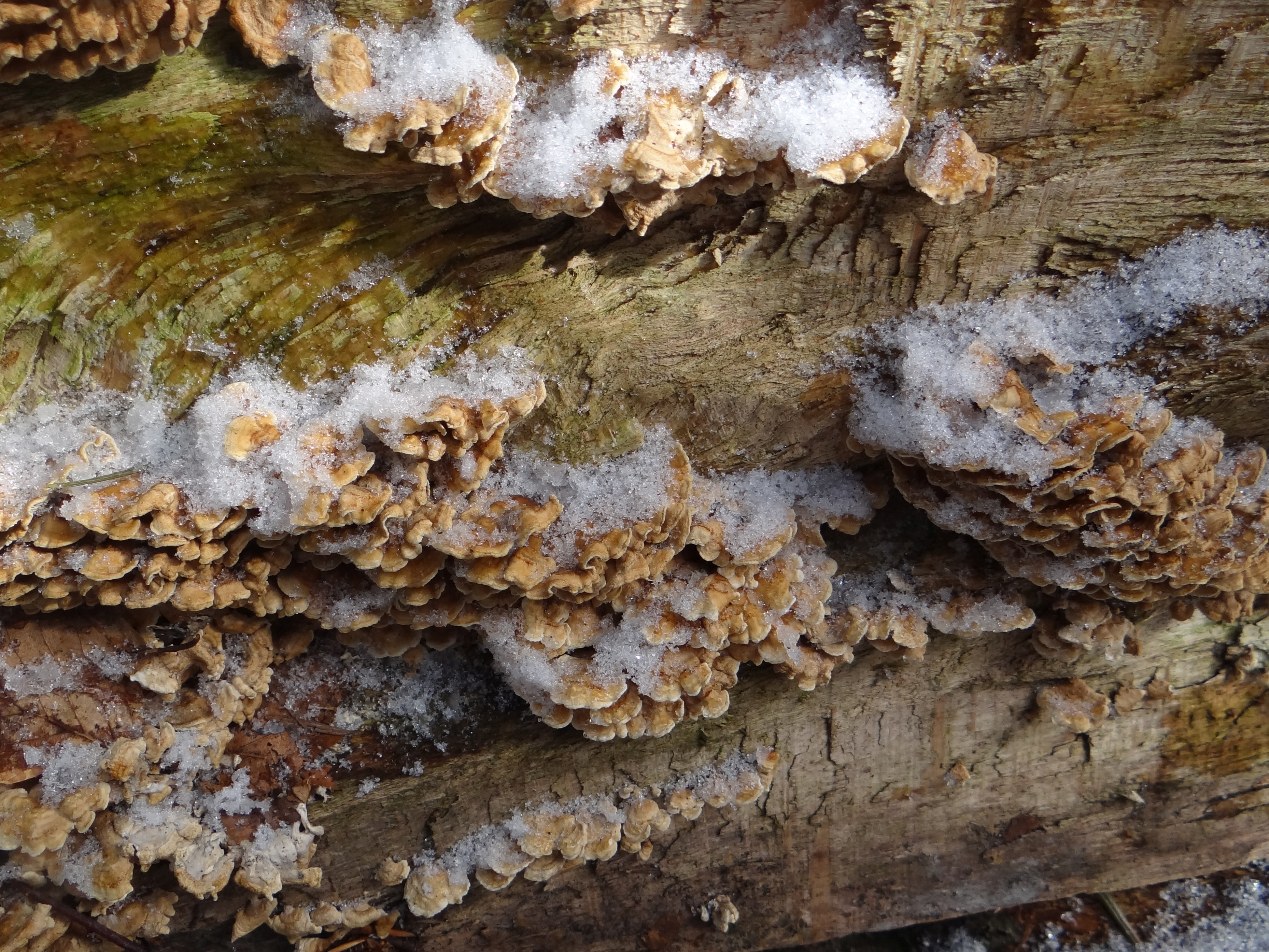
Owocniki pojawiają się do zimy

Fałdówka kędzierzawa (Plicaturopsis crispa (Pers.) D.A. Reid) – gatunek grzybów z rzędu pieczarkowców.

## Systematyka i nazewnictwo
Pozycja w klasyfikacji według Index Fungorum: Amylocorticiaceae, Amylocorticiales, Agaricomycetidae, Agaricomycetes, Agaricomycotina, Basidiomycota, Fungi.
Po raz pierwszy takson ten zdiagnozował w 1794 r. Christian Hendrik Persoon nadając mu nazwę Cantharellus crispus. Później zaliczany był do różnych rodzajów. Obecną, uznaną przez Index Fungorum nazwę nadał mu w 1964 r. Derek Agutter Reid, przenosząc go do rodzaju Plicaturopsis.
Niektóre synonimy naukowe:

- Cantharellus crispus Pers. 1794
- Cantharellus crispus Pers. 1794 var. crispus
- Merulius crispus (Pers.) Pers. 1800
- Merulius fagineus Schrad. 1794
- Plicatura crispa (Pers.) Rea 1922
- Plicatura faginea (Schrad.) P. Karst. 1889
- Scytinotus crispus (Pers.) Spirin & Zmitr. 2004
- Trogia crispa (Pers.) Fr. 1863
- Trogia crispa (Pers.) Fr. 1863, var. crispa
- Trombetta crispa (Pers.) Kuntze 1891

Polską nazwę podał Władysław Wojewoda w 1999 r. W polskim piśmiennictwie mykologicznym gatunek ten ma też nazwę fałdówka bukowa. Obecnie nazwy te są niespójne z nazwą naukową, gatunek ten bowiem nie należy już do rodzaju fałdówka (Plicatura).

## Morfologia
Owocnik
Składa się z kapelusza i krótkiego trzonu, czasami trzonu brak. Kapelusz ma szerokość do 2 cm. Za młodu dzwonkowaty, później nieregularnie muszelkowaty lub miseczkowato zwisający; początkowo delikatnie filcowaty; w żółte lub czerwonawobrązowe pasy; bardzo cienki i łykowaty. Brzeg kapelusza jaśniejszy.
Hymenofor
Biały, trochę żyłkowato pofałdowany. Nie są to jednak prawdziwe blaszki, lecz tylko rozwidlające się fałdki.
Miążśz
Miękki, elastyczny. Kolor biały, smak łagodny.
Cechy mikroskopijne
System strzępkowy monomityczny. Strzępki o średnicy 3–5 (–7) μm z dużymi sprzążkami. W warstwie pod hymenium silnie rozgałęzione, w tramie głównie równoległe, o średnicy 3–5 μm. Strzępki w górnej części owocnika o średnicy 5–7 μm, grubościenne, w starszych owocnikach ich końce tworzą mniej lub bardziej sklejone szczecinki. Cystyd brak. Podstawki tworzą gęstą palisadę. Są 4–sterygmowe, w przybliżeniu wrzecionowate lub cylindryczne, o długości 15–22 μm i szerokości 3,5–4,5 μm, ze sprzążką bazalną. Zarodniki kiełbaskowate, o rozmiarach 3–4,5 × 0.75–1,25 μm, zarodniki nieco większe pojawiają się wyjątkowo. Są cienkościenne, gładkie, z tłustą zawartością.
Gatunki podobne
- fałdówka biała (Plicatura nivea). Starsze okazy też mają podobną barwę, ale odróżniają się hymenoforem[7]
- niektóre gatunki ciżmówek, szczególnie ciżmówka miękka (Crepidotus mollis), jednak fałdówka kędzierzawa odróżnia się od nich tym, że nie posiada blaszek, lecz fałdki oraz białym wysypem zarodników (u ciżmówek jest brązowy)[6].

## Występowanie i siedlisko
Fałdówka kędzierzawa występuje w Ameryce Północnej, Europie i Azji. W Polsce jest jeszcze dość pospolita w górachZnajduje się na Czerwonej liście roślin i grzybów Polski. Ma status R – potencjalnie zagrożony z powodu ograniczonego zasięgu geograficznego i małych obszarów siedliskowych Znajduje się na czerwonych listach także w Danii, Niemczech, Wielkiej Brytanii, Finlandii.
Grzyb nadrzewny. Zazwyczaj saprotrof, ale czasami także pasożyt. Wywołuje białą zgniliznę drewna. Zawsze występuje gromadnie, często w dużych skupiskach. Porasta cienkie gałązki, grubsze gałęzie oraz pniaki. Najczęściej rośnie na buku, ale występuje także na olszy, brzozie, leszczynie i dębie, bardzo rzadko na świerku. W Hiszpanii rośnie także na kasztanie jadalnym i platanie. Jest gatunkiem ciepłolubnym, w Niemczech dość często występuje na południu kraju, na północy znacznie rzadziej.